# 尖颖落芒草
尖颖落芒草（学名：Oryzopsis henryi var. acuta）为禾本科落芒草属下的一个变种。

## 扩展阅读
- 維基物種上的相關：尖颖落芒草